# Sela Ward

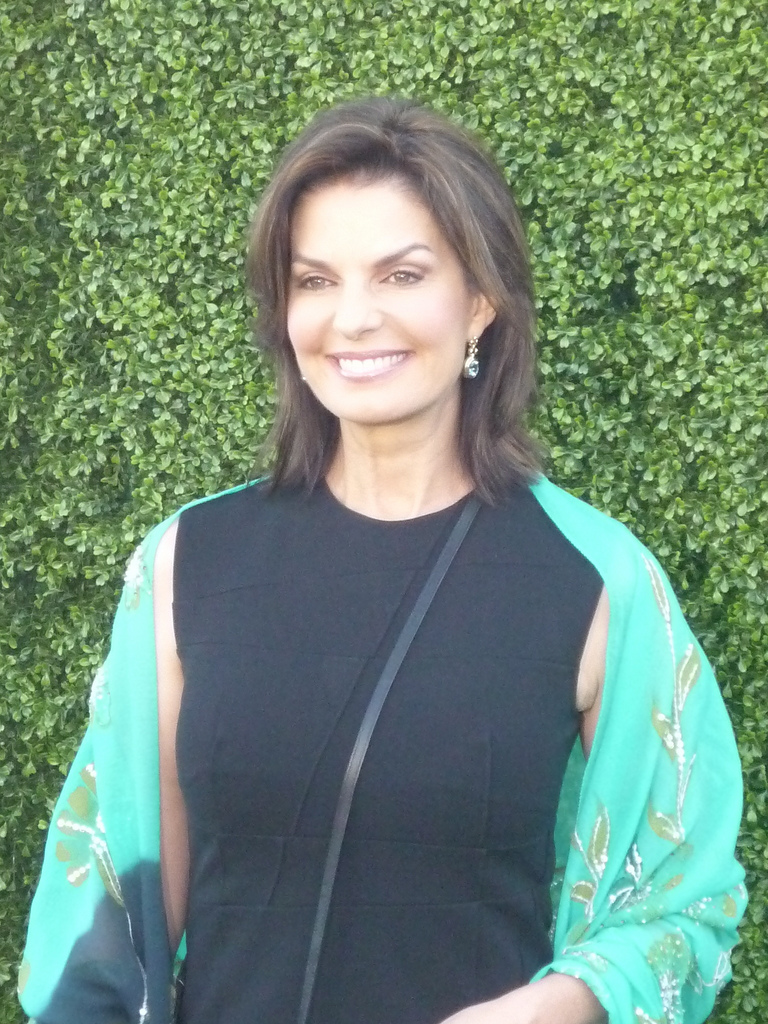
Sela Ward (2010)

Sela Ann Ward (* 11. Juli 1956 in Meridian, Mississippi) ist eine US-amerikanische Schauspielerin.

## Leben und Leistungen
Sela Ward besuchte die Universität von Alabama in Tuscaloosa, wo sie zeitweise mit dem späteren Football-Star Bob Baumhower liiert war. Nach ihrem Abschluss zog sie nach New York City, um dort bei einer Werbeagentur zu arbeiten, schlug aber bald eine Karriere als Fotomodell ein.
Ihre Schauspielkarriere begann sie 1983 mit einem kurzen Auftritt in der kurzlebigen US-amerikanischen Fernsehserie Emerald Point N.A.S. Im gleichen Jahr trat sie in Blake Edwards’ Filmkomödie Frauen waren sein Hobby an der Seite von Burt Reynolds und Julie Andrews auf.
Ward konzentrierte sich in der Folgezeit auf das Fernsehen und übernahm Rollen in bekannten Serien wie Hotel, L.A. Law und Ein Strauß Töchter. Ihr Auftritt in Ein Strauß Töchter brachte ihr 1994 den ersten von zwei Emmys ein. Für ihre Rolle in der Serie Noch mal mit Gefühl wurde sie 2000 mit ihrem zweiten Emmy geehrt sowie 2001 mit einem Golden Globe. Im Jahr 2001 wurde sie für dieselbe Rolle für den Emmy nominiert, in den Jahren 2000 und 2002 erhielt sie eine Nominierung für den Golden Globe.
2005 und 2006 übernahm sie eine wiederkehrende Rolle in der Fernsehserie Dr. House, in der sie Stacy Warner, die Ex-Freundin von Gregory House und die Anwältin des Krankenhauses, spielt. Von 2010 bis 2013 spielte sie in der Serie CSI: NY die Rolle der Josephine „Jo“ Danville.
Ward war drei Jahre lang mit dem Schauspieler Richard Dean Anderson zusammen. Seit 1992 ist sie mit dem Geschäftsmann Howard Sherman verheiratet, mit dem sie zwei Kinder hat.
2017 wurde Sela Ward für die Goldene Himbeere als Schlechteste Nebendarstellerin für ihre Rolle in Independence Day: Wiederkehr nominiert.

## Filmografie (Auswahl)
- 1983: Frauen waren sein Hobby (The Man Who Loved Women)
- 1983–1984: Emerald Point N.A.S. (Fernsehserie, 22 Folgen)
- 1984: Rhapsodie in Blei (Rustlers’ Rhapsody)
- 1986: Nothing in Common – Sie haben nichts gemeinsam (Nothing in Common)
- 1987: Der Sex-König (The King of Love)
- 1987: Stahljustiz (Steele-Justice)
- 1991–1996: Ein Strauß Töchter (Sisters, Fernsehserie, 122 Folgen)
- 1992: Mörderisches Dreieck (Double Jeopardy)
- 1993: Auf der Flucht (The Fugitive)
- 1996: Ein Präsident für alle Fälle (My Fellow Americans)
- 1998: Studio 54 (54)
- 1999: Die Braut, die sich nicht traut (Runaway Bride)
- 1999–2002: Noch mal mit Gefühl (Once and Again, Fernsehserie, 63 Folgen)
- 2002: Behind the Badge – Mord im Kleinstadtidyll (The Badge)
- 2004: The Day After Tomorrow
- 2004: Dirty Dancing 2 (Dirty Dancing 2: Havana Nights)
- 2004: Clara Harris – Verzweifelte Rache (Suburban Madness)
- 2005–2006, 2012: Dr. House (House, M.D., Fernsehserie, 10 Folgen)
- 2006: Jede Sekunde zählt – The Guardian (The Guardian)
- 2009: Stepfather (The Stepfather)
- 2010–2013: CSI: NY (Fernsehserie, 57 Folgen)
- 2014: Gone Girl – Das perfekte Opfer (Gone Girl)
- 2016: Independence Day: Wiederkehr (Independence Day: Resurgence)
- 2016–2017: Graves (Fernsehserie, 20 Folgen)
- 2018: Westworld (Fernsehserie, Folge 2x09)
- 2018–2019: FBI (Fernsehserie, 21 Folgen)